# Istana (Singapur)

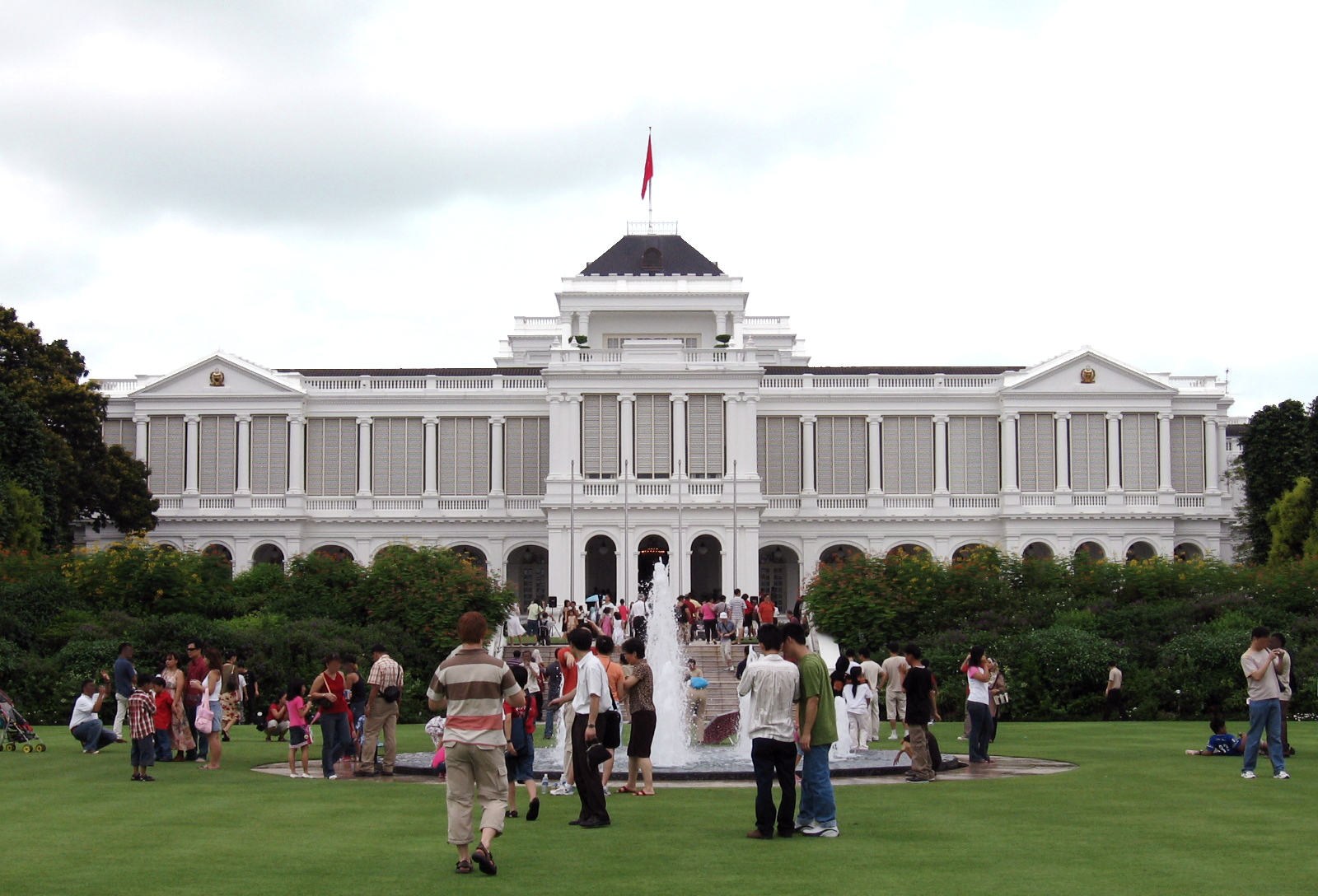
Istana in Singapur

Der Istana (deutsch Palast) ist die offizielle Residenz des Staatspräsidenten der Republik Singapur. Das Gebäude befindet sich in einem offenen weitläufigen Grundstück in der ansonsten stark urbanisierten Umgebung der Orchard Road.
Im Jahre 1867 erwarb die britische Kolonialregierung das Grundstück und errichtete darauf ein herrschaftliches Anwesen. Bis zum Jahre 1959 diente der Palast als Sitz des britischen Gouverneurs. Diesen Status behielt das Anwesen, bis Singapur im Jahre 1959 die Selbstverwaltung gewährt und der britische Gouverneur vom Yang di-Pertuan Negara (auf Deutsch Staatsoberhaupt) abgelöst wurde. Seit der Unabhängigkeit Singapurs von Malaysia im Jahre 1965 ist der Istana nunmehr der Sitz des Präsidenten von Singapur, in dem seit 2017 Halimah Yacob residiert.

## Geschichte

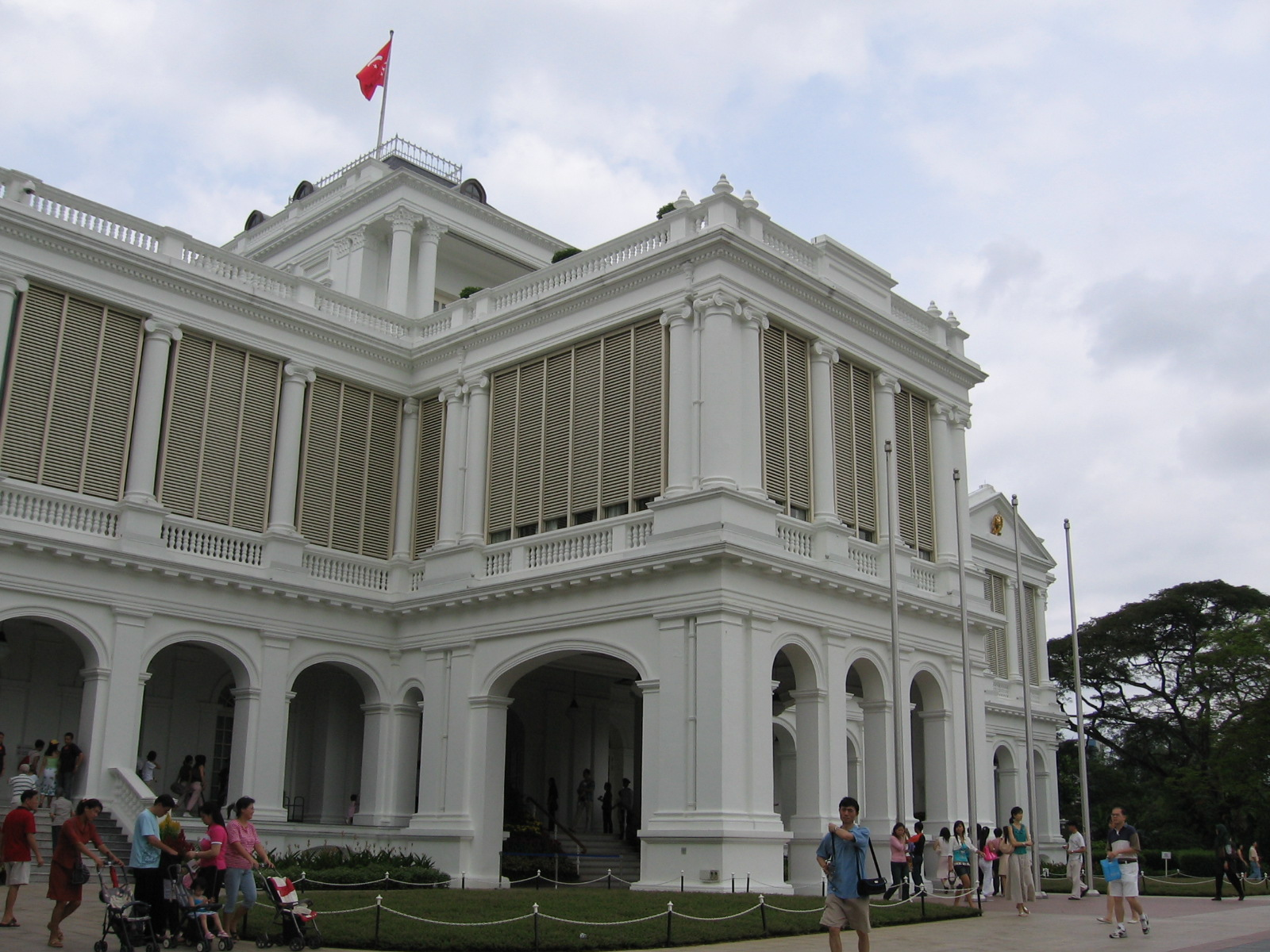
Die ehemals viel gelobte Frontfassade des Istana.

### Britische Kolonialzeit
Das 106 Hektar (0,4 km²) große Gut war einst Teil einer umfangreichen Muskatnussplantage am Mount Sophia, einem kleinen Hügel im Gebiet mit dem Namen Rochore. Im Jahr 1867 erwarb die britische Kolonialregierung das Areal. Zwischen 1867 und 1869 wurde im Auftrag von Sir Harry Saint George Ord, dem ersten britischen Gouverneur von Singapur, ein herrschaftliches Gebäude, der heutige Istana, auf dem Grundstück erbaut, welcher in seiner Anfangszeit als Government House bekannt war. Zu dem Anwesen gehört ebenso das Sri Temasek, einer von mehreren Wohnsitzen hochrangiger Kolonialoffiziere des Istana, das ursprünglich dem Colonial Secretary als Wohnsitz vorbehalten war.

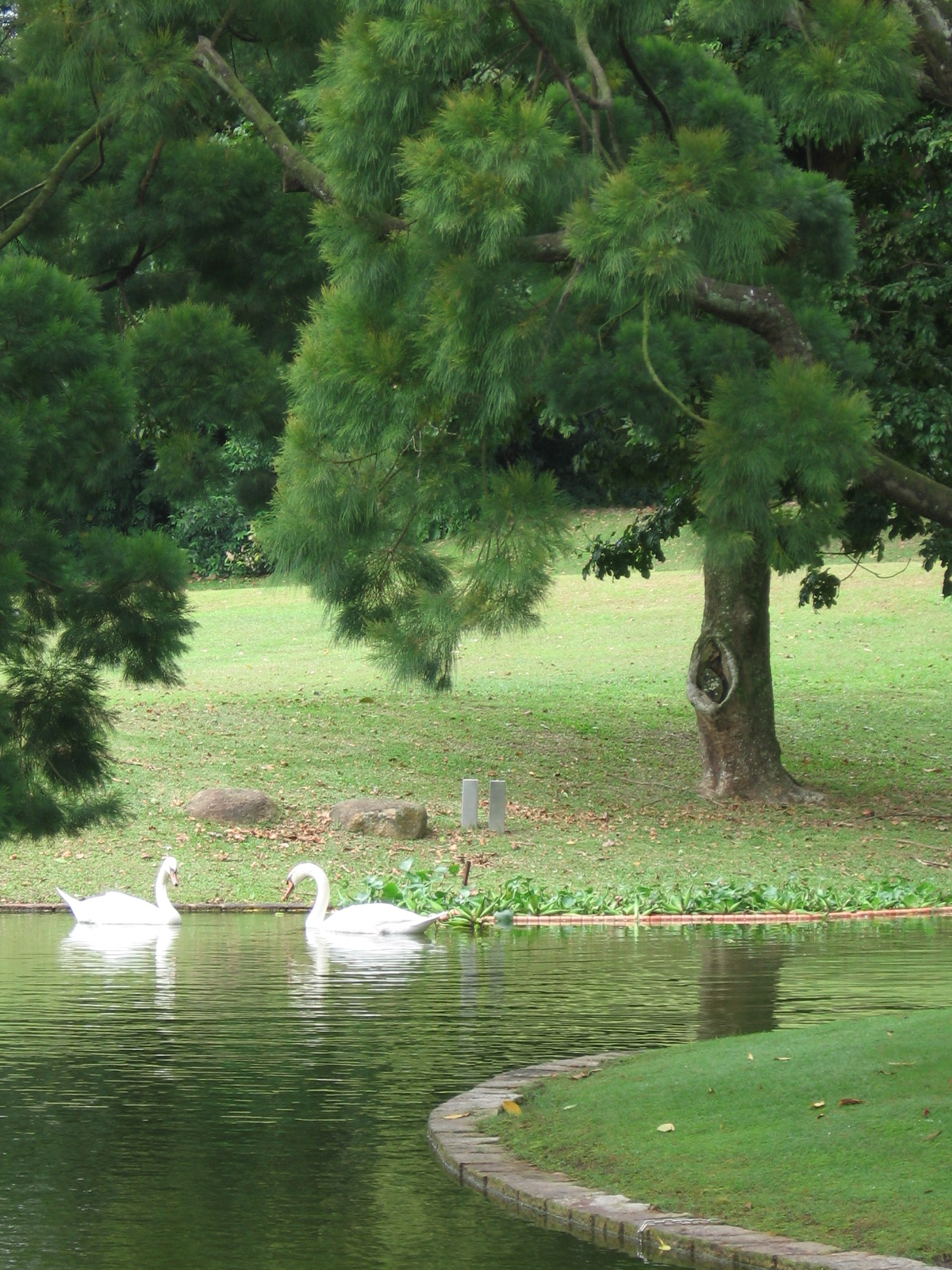
Ein Schwanensee auf dem Anwesen des Istana.

Ords Wunsch nach einer stattlichen Residenz entstand aus der Unzufriedenheit heraus, die er gegenüber dem gemieteten Gebäuden auf Grange Hill und Leonie Hill hegte. Eine andere frühere Residenz des Gouverneurs auf Bukit Larangan (jetzt Fort Canning Park), das aus einer einfachen Holzarchitektur bestand, wurde abgerissen, um Platz für das Fort zu schaffen und war nie ersetzt worden.
Ords Ansichten stießen auf reichlich Widerstand unter seinen Kollegen, die die Kosten für die Errichtung einer Residenz mit palastartigen Proportionen als zu extravagant ansahen. Ord hielt der Kritik jedoch stand und erwarb schließlich im Jahre 1867 eine 0,43 km² große Muskatplantage von einem gewissen C.R. Prinsep. Der Bau begann im Laufe des gleichen Jahres, nachdem im März 1867 der Entwurf abgeschlossen war.
Die Errichtung des gesamten Government House, dessen Grundstück und der Nebengebäuden wurde von Sträflingsarbeitern durchgeführt - JFA McNair Supervisor für den Bau des Government House, war ebenso verantwortlich für die Sträflinge der Kolonie. Das bei seiner Fertigstellung imposante Gebäude wurde gerade noch rechtzeitig zu einem Besuch des Duke of Edinburgh fertiggestellt. Im Nachhinein wurde es gleichermaßen von seinen Bewohnern, von Schriftstellern wie auch von Besuchern bewundert.

### Zweiter Weltkrieg
Bombardements während der Japanischen Invasion im Jahre 1942 zerstörten das kleine zeremonielle Geschütz, das auf den Stufen des Government House stand, ebenso blieben vom Gebäude und dem Anwesen lediglich Ruinen zurück. Der zu dieser Zeit amtierende Gouverneur Sir Shenton Thomas musste schließlich mit seiner Gemahlin Lady Daisy Thomas das Gebäude aufgeben und ließ sich evakuieren. Während der Besatzungszeit wurde das Haus von Feldmarschall Graf Terauchi, dem Oberbefehlshaber der japanischen südlichen Armee, sowie von Generalmajor Kawamura, der Befehlshaber der Verteidigungskräfte von Singapur bewohnt.

### Nachkriegszeit
Nachdem Singapur im Jahre 1959 die Selbstverwaltung erlangt hatte, wurde das Gebäude an die neue Regierung übergeben und in Istana umbenannt. Das erste lokalen Staatsoberhaupt, das die Residenz übernahm, war Yusof bin Ishak, der den Titel Yang di-Pertuan Negara trug.
Das Gebäude wurde zwischen 1996 und 1998 weitgehend renoviert, um mehr Platz zu gewinnen und um dem Bauwerk moderne Annehmlichkeiten hinzuzufügen. Das Gebäude besitzt heute sechs Veranstaltungsräume, die für zeremonielle Ereignisse und zu Unterhaltungszwecken verwendet werden können. Innerhalb des Gebäudes sind zudem die Büroräume des Präsidenten und seiner Mitarbeiter untergebracht.

## Gegenwart
Seit seinem ersten Bezug im Jahr 1869 verbrachten in dem Istana 21 Gouverneure (1869–1958), zwei Yang di-Pertuan Negara (1959–1965) und sechs Präsidenten (seit 1965) ihre Amtszeiten, nicht zu vergessen die kommandierenden Offiziere während der Besetzung durch die Japaner zwischen 1942 und 1945.
Heute ist der Istana die offizielle Residenz des Präsidenten von Singapur. Allerdings wurde der Palast seit 1959 weder von einem Präsidenten noch von einem Minister des Kabinetts bewohnt. Die Villen, die ursprünglich dafür vorgesehen waren, ausländische Staatsoberhäupter zu beherbergen, werden ebenfalls selten zu diesem Zweck verwendet. Die Gebäude und das Grundstück des Istana sind an fünf ausgewählten gesetzlichen Feiertagen für die Öffentlichkeit zugänglich – am Chinesischen Neujahrsfest, am Diwali, am Ramadanfest, am Tag der Arbeit und am Nationalfeiertag. Da in manchen Jahren die Festivitäten von Diwali und Hari Raya Puasa (Ramada) sehr nahe beieinander liegen, ist der Istana während dieser Zeit repräsentativ für beide Feiertage nur an einem Tag geöffnet. Zu anderen Zeiten wird das Anwesen zumeist für staatliche Zwecke und feierliche Anlässe genutzt, wie zum Beispiel bei Vereidigungen und Amtseinsetzungen, sowie für Verwaltungsaufgaben. Der Premierminister hat seinen Sitz in einem der Nebengebäude des Istana.
Am ersten Sonntag des Monats findet im Rahmen der Wachablösung eine Parade statt, die mittlerweile eine beliebte öffentliche Veranstaltung darstellt.

## Architektur

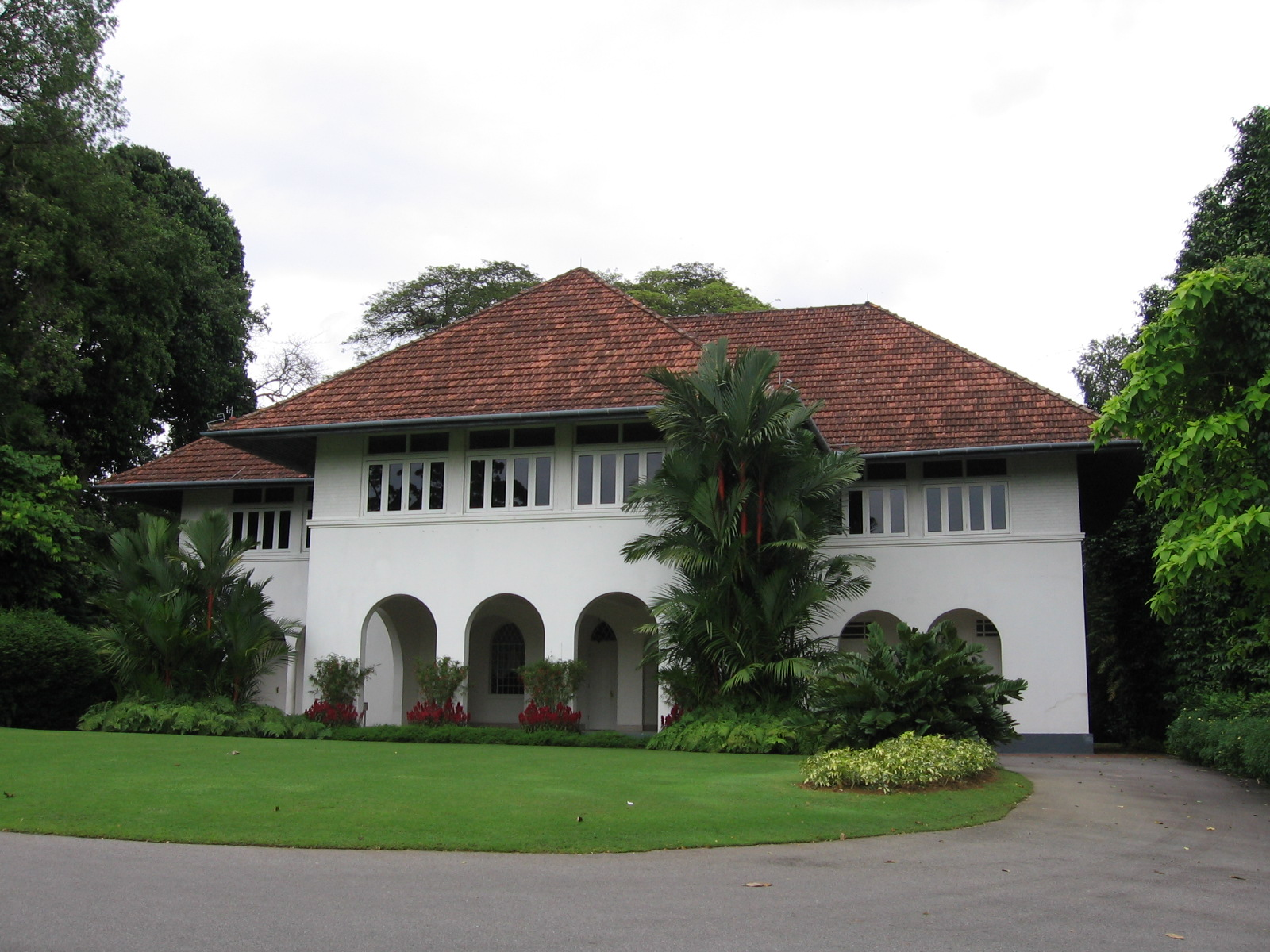
Die Istana-Villa

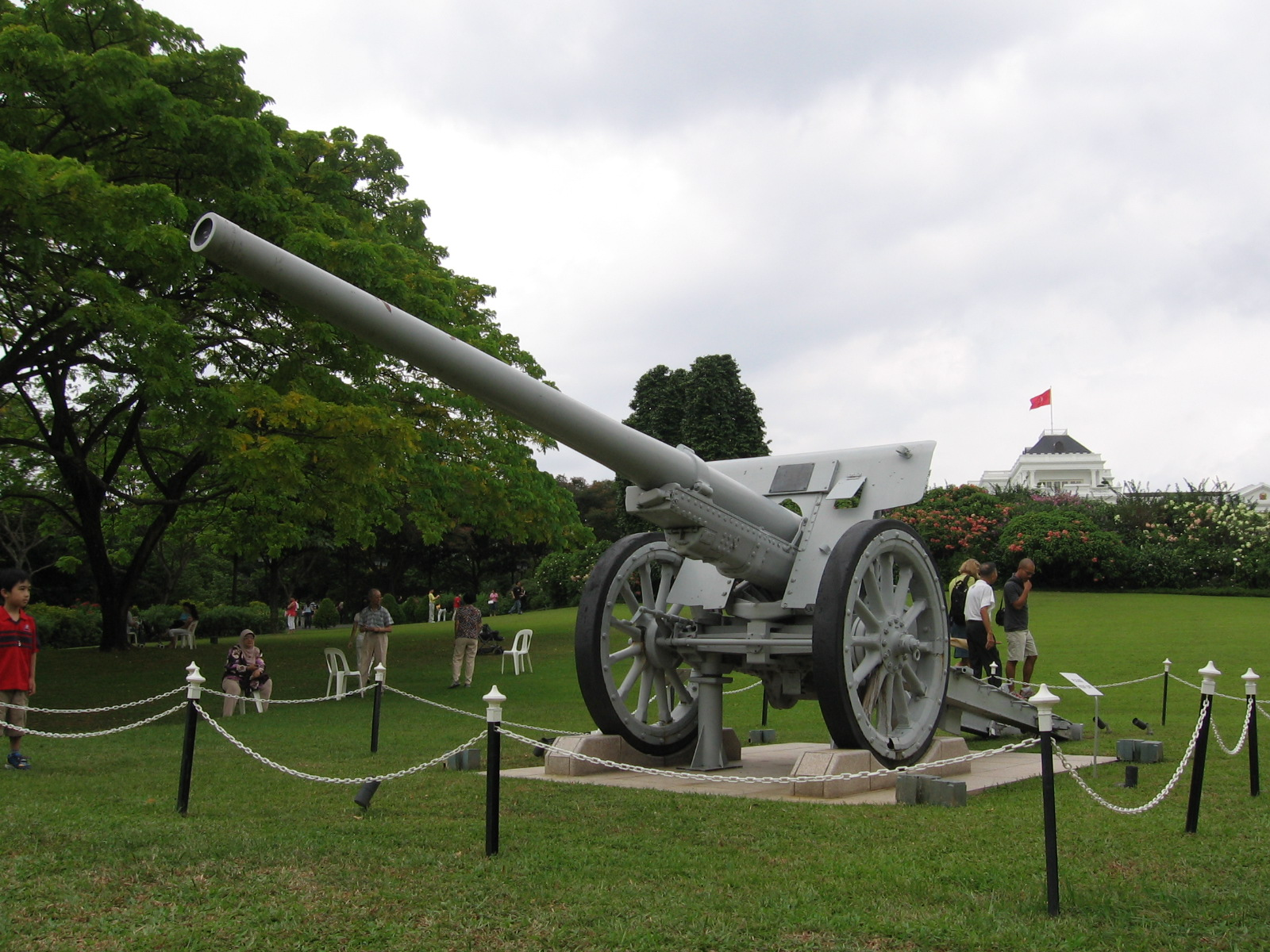
Das in der Umgebung des Istana zu besichtigende japanische Geschütz.

Die Architektur der Istana ähnelt dem Neo-Palladio-Stil vieler anderer Gebäude aus dem 18. Jahrhundert und wurde von britischen Militäringenieuren in Indien entwickelt. Es besitzt eine tropische Fassade, die einem malaiischen Haus nachempfunden ist, das von statuarischen Säulen gesäumt und von weiten Veranden, Fenstern und getäfelten Türen umgeben ist, die dem Durchzug der Luft und damit der Ventilation förderlich sind. Der zentrale dreistöckige 28 Meter hohe Turmblock ist das bestimmende Element des Gebäudes. Die relativ gut proportionierten zweigeschossigen Seitenflügel zeigen ionische, dorische und korinthische Ordnungen einschließlich ionischer Kolonnaden auf der zweiten Etage und dorischer Kolonnaden am ersten Stock. Das Gebäude steht auf einer kleinen Anhöhen, die den Blick auf das stattliche Grundstück und den gesamten Herrschaftsbereich ermöglicht, der an die großen Gärten von England erinnert.
Auf dem Grundstück befinden sich zudem:
- Sri Temasek, ebenfalls im Jahr 1869 für den Kolonialminister erbaut, war die offizielle Residenz des Premierministers
- verschiedene Nebengebäude
- die Istana Villa (errichtet 1938)
- das Gästehaus (The Lodge) (1974)
- das japanische Geschütz, welches Lord Louis Mountbatten nach der japanischen Kapitulation im Jahre 1945 übergeben wurde
- March Garden (1970)
- Lilien-Teiche
- ein Neun-Loch-Golfplatz
- eine Begräbnisstätte der Bengkulu, die zwischen 1825 und 1828 nach Singapur kamen, findet sich an den südlichen Hängen des Geländes in der Nähe des Eingangs zur Orchard Road.